# Elateriformia
Infra-ordre
Les Elateriformia sont un infra-ordre d'insectes de l'ordre des coléoptères.

## Super-familles et familles
Selon BioLib (29 mars 2014) :
- Buprestoidea Leach, 1815 
  - Buprestidae
- Byrrhoidea Latreille, 1804 
  - Byrrhidae
  - Dryopidae
  - Elmidae
  - Heteroceridae
  - Limnichidae
  - Psephenidae
- Dascillioidea Guérin-Méneville, 1843 
  - Dascillidae
  - Rhipiceridae
- Elateroidea Leach, 1815 
  - Artematopodidae
  - Cantharidae
  - Cerophytidae
  - Drilidae
  - Elateridae
  - Eucnemidae
  - Lampyridae
  - Lycidae
  - Omalisidae
- Scirtoidea Fleming, 1821 
  - Clambidae
  - Eucinetidae
  - Scirtidae